# Blanktjärnen (Ängersjö socken, Hälsingland, 686082-146225)
Blanktjärnen är en sjö i Härjedalens kommun i Hälsingland och ingår i Ljusnans huvudavrinningsområde. Sjön är 1,5 meter djup, har en yta på 0,033 kvadratkilometer och är belägen 432 meter över havet.